# Zhengdong New Area
 (janvier 2015).
Zhengdong New Area (chinois : 郑东新区 ; pinyin : Zhèngdōng Xīn Qū) est une ville nouvelle en cours de construction, adjacente à Zhengzhou, dans la province du Henan.
Elle possède une superficie de 150 km² et a une population de 2,5 millions d'habitants.